# Мухоловка лазурова
Мухоловка лазурова (Eumyias panayensis) — вид горобцеподібних птахів родини мухоловкових (Muscicapidae). Мешкає в Індонезії та Філіппінах.

## Підвиди
Виділяють сім підвидів:
- E. p. nigrimentalis (Ogilvie-Grant, 1894) — північні Філіппіни;
- E. p. panayensis Sharpe, 1877 — захід центральних Філіппін;
- E. p. nigriloris (Hartert, E, 1904) — південні Філіппіни;
- E. p. septentrionalis (Büttikofer, 1893) — північне і центральне Сулавесі, острови Сула[en];
- E. p. meridionalis (Büttikofer, 1893) — південне Сулавесі;
- E. p. obiensis (Hartert, E, 1912) — острови Обі[en];
- E. p. harterti (van Oort, 1911) — острів Серам.

## Поширення і екологія
Лазурові мухоловки живуть в рівнинних і гірських вологих тропічних лісах Індонезії і Філіппін.